# Hệ thống người dùng mạng kiến trúc và nghệ thuật Nhật Bản
Hệ thống người dùng mạng kiến trúc và nghệ thuật Nhật Bản (Japanese Architecture and Art Net Users System), hay JAANUS, là một từ điển trực tuyến về các thuật ngữ nghệ thuật và kiến trúc Nhật Bản do Tiến sĩ Mary Neighbor Parent biên soạn. Nó chứa khoảng tám nghìn đầu mục. Nó có thể tìm kiếm được bằng cả tiếng Anh và romaji, đồng thời chứa nhiều siêu liên kết và hình minh họa.